# Piers Faccini
Piers Faccini (Piers Damian G. Faccini) (Luton, 1970) è un musicista e cantautore britannico.

## Biografia
Nato da padre italiano e da madre inglese, si trasferisce in Francia all'età di cinque anni.
Dopo aver frequentato l'Eton College, inizia ad esibirsi pubblicamente in campo musicale in Inghilterra.
Nel 1997 dà vita a un gruppo chiamato Charley Marlowe insieme alla poetessa Francesca Beard, al percussionista Frank Byng e al chitarrista Lucas Suarez. Nel 2001 intraprende la carriera solista.
Nel 2004 pubblica il suo primo album dal titolo Leave no Trace, distribuito da un'etichetta indipendente francese, la Label Bleu. Il suo secondo disco esce due anni dopo. Nel 2006-2008 si esibisce in tour a supporto di Ben Harper. Nel 2009 fa parte dei dieci artisti selezionati dalla giuria del Prix Constantin nel 2009 per il suo album Two Grains of Sand, mentre nel 2011 pubblica il quarto album, My Wilderness per l'etichetta Six Degrees. Il quinto album Between Dogs and Wolves viene pubblicato nel 2013.
Nel 2014 partecipa alla ristampa dell'album Hai paura del buio? degli Afterhours, contribuendo al rifacimento del brano Come vorrei.
Nello stesso anno esce il disco Songs of time lost, in duo con il violoncellista Vincent Segal, in cui canta anche quattro brani in dialetto napoletano. 
Un nuovo album in studio, intitolato Shapes Of The Fall, è uscito il 2 April 2021. Contiene 13 tracce ed è co-prodotto da Piers Faccini e da Fred Soulard.

## Discografia
- 2001 - This could be you (con i Charley Marlowe) - Slowfoot
- 2004 - Leave no trace - Label Bleu
- 2006 - Tearing Sky - Label Bleu
- 2009 - Two Grains of Sand - Tôt ou Tard
- 2011 - My Wilderness - Tôt ou Tard
- 2014 - Songs of time lost (con il violoncellista Vincent Segal)
- 2013 - Between Dogs and Wolves - Beating Drum
- 2016 - I dreamed an Island-Beating Drum
- 2021 - Shapes Of The Fall